# エージェント・カーター (第1シーズン)
『キャプテン・アメリカ/ザ・ファースト・アベンジャー』 及び『キャプテン・アメリカ/ウィンター・ソルジャー』、マーベル・ワンショットの同名の短編映画に触発されたアメリカ合衆国のテレビシリーズ『エージェント・カーター』の第1シーズンは、1940年代のアメリカで独身女性生活を送りつつ、ハワード・スタークの極秘任務を遂行するマーベル・コミックのキャラクターのペギー・カーターがフィーチャーされている。シリーズは多数の映画フランチャイズとのコンティニュイティを共有するマーベル・シネマティック・ユニバース（MCU）に属している。シーズンはABCにより2015年1月6日から2月24日にかけて全8話が放送され、ABCスタジオ、マーベル・テレビジョン、F&B・ファゼカス&バターズが製作し、タラ・バターズ、ミシェル・ファゼカス、クリス・ディンゲスがショーランナーを務めた。
ヘイリー・アトウェルは映画シリーズやワンショットと同じカーター役を続投し、他にジェームズ・ダーシー、チャド・マイケル・マーレイ、エンヴェア・ジョカイ、シェー・ウィガムがメインキャストを務める。2014年5月、ABCはワンショットを基とした番組の1シーズン8話分をパイロット版を作らせずに発注した。撮影は2014年9月から2015年1月にかけてロサンゼルスで行われ、インダストリアル・ライト&マジックが視覚効果を作りあげた。シーズンではMCU映画の出身の多数のキャラクターやストーリーラインの起源が紹介され、映画やワンショットのその他のキャラクターもまた登場する。
第1シーズンは『エージェント・オブ・シールド』の第2シーズンの中断期間中に放送された。視聴者数は下降線をたどったが、アトウェルの演技、シリーズのトーンと設定などは批評家に高評価された。2015年5月7日、シリーズの第2シーズンへの更新が発表された。

## エピソード
| 通算 話数 | シーズン 話数 | タイトル                                          | 監督                       | 脚本                                                    | 放送日        | U.S.視聴者数 (百万人) |
| --- | ------------- | ------------------------------------------------- | -------------------------- | ------------------------------------------------------- | ------------- | --------------------- |
| 1 | 1             | "キャプテン・アメリカの恋人" "Now is Not the End" | ルイス・デスポジート       | クリストファー・マルクス & スティーヴン・マクフィーリー | 2015年1月6日  | 6.91                  |
| 1946年、死亡したと思われるスティーブ・ロジャースを悼みつつ、ペギー・カーターは第二次世界大戦後もニューヨークで戦略科学予備軍（SSR）で働き続ける。SSRはアメリカの敵に兵器を密売した疑いがかかっている発明家のハワード・スタークを捜査する。無実を主張するスタークは密かにカーターに接触し、協力を要請する。彼は国を離れる際、盗まれた発明の一つである分子ニトラミンの化学式の存在を伝え、彼女はそれが売られようとするクラブへと潜入する。だが化学式を基にした兵器は既に完成しており、スターク・インダストリーズの科学者のアントン・ヴァンコにそれを調べさせた結果、ロクソン石油の精油所で作られたと推測される。カーターはスタークの執事のエドウィン・ジャービスと共に精製所へ行き、リヴァイアサンと呼ばれる組織で働くリート・ブラニスと遭遇するが、ニトラミン兵器を積んだトラックと共に逃げられてしまう。逃げる前にブラニスはニトラミン爆弾の一つを起動させるが、カーターとジャービスは脱出し、精油所は破壊される。                                                                                  |               |                                                   |                            |                                                         |               |                       |
| 2 | 2             | "ミルク・トラックを追え" "Bridge and Tunnel"      | ジョセフ・V・ルッソ        | エリック・ピアソン                                      | 2015年1月6日  | 6.91                  |
| カーターは兵器を積んでいたトラックを探し出すため再び潜入捜査し、トラックの正式な運転手の住所を手に入れる。一方でSSRの捜査官たちも兵器を作ったロクソンの研究員のマイルズ・ヴァン・エルトを尋問し、同じ住所を手に入れる。カーターとジャーヴィスは一足先に到着し、組織を裏切っていたブラニスを発見して連行する。3人はリヴァイアサンの構成員のサーシャ・デミトフによって襲われる。カーターはデミトフと戦うが、ブラニスは致命傷を負い、死ぬ間際に指で埃にシンボルを描いて見せる。後に到着したSSR捜査官のロジャー・ドゥーリー、ジャック・トンプソン、ダニエル・スーザはブラニスの遺体、女性の足跡、ホテルの鍵（デミトフのもの）を発見する。一方でレイ・クルゼミンスキー捜査官はロクソン製油所の残骸を調べ、カーターとジャービスが脱出する際に落としたスタークの車のナンバープレートを見つけ出す。 |               |                                                   |                            |                                                         |               |                       |
| 3 | 3             | "執事の過去" "Time and Tide"                      | スコット・ウィナント       | アンディ・ブシェル                                      | 2015年1月13日 | 5.10                  |
| ドゥーリーとクルゼミンスキーはデミトフのホテルの部屋を調べ、タイプライターを発見する。トンプソンとスーザはジャーヴィスを連行し、トンプソンは尋問の際に彼の昔の反逆罪の件を入国管理局に通報すると脅す。カーターはミスを装ってジャーヴィスを逃がし、ドゥーリーから非難される。カーターとジャーヴィスはブラニスが破った金庫の穴から下水道を辿り、ブラニスが示したシンボルを掲げた船「失恋丸」にたどり着き、盗まれた発明品を発見する。カーターはジャーヴィスに匿名でSSRに通報させ、見張りの男を倒して去り、直後にSSRが到着する。見張りの男はクルゼミンスキーにより連行されるが正体不明の殺し屋により2人とも殺害され、SSRはスタークと彼を助ける女性ことカーターの捜査に力を入れる。 |               |                                                   |                            |                                                         |               |                       |
| 4 | 4             | "ハワードの帰還" "The Blitzkrieg Button"          | スティーヴン・クラッグ     | ブラント・エンゲルスタイン                              | 2015年1月27日 | 4.63                  |
| ブラニスとデミトフがフィノーの戦いで死んでいることにされていたことを知ったドゥーリーは、彼らと戦ったとされるナチス大佐から情報を得るためにドイツと行き、ナチス軍がそこへ到着した時にはソ連軍は既に全滅していたことを聞かされる。SSRでランチの注文の仕事しか与えられなかったカーターは盗まれた発明品の発見を知って帰国したスタークと再会する。カーターがSSRが押収した発明品を盗撮して見せるとスタークはその中の一つの都市を恒久的に停電させる装置持ち出すように言う。しかしながら疑い深いカーターは装置を開け、中にスティーブ・ロジャースの血液入のバイアルを見つける。スタークの嘘に怒ったカーターはバイアルを自室の壁の中に隠す。スタークを帰国させ引き渡す際にカーター、ジャーヴィスと報酬で揉めた密輸人のボスはカーターを狙って彼女のアパートを訪れるが、彼女の隣人のドッティ・アンダーウッドにより殺害される。 |               |                                                   |                            |                                                         |               |                       |
| 5 | 5             | "ベラルーシ行き" "The Iron Ceiling"               | ピーター・レトー           | ホセ・モリーナ                                          | 2015年2月3日  | 4.20                  |
| カーターはSSRが押収したデミトフのタイプライに送られた暗号を解析し、スタークがソ連の軍事施設でリヴァイアサンに武器密売することを知る。トンプソンは密売を食い止めてスタークを逮捕するために派遣されるが、カーターの戦争時代の盟友であるハウリング・コマンドーズが協力することでしぶしぶながら彼女と同行することとなる。軍事施設に赴くが取引の情報は罠であり、そこで米国潜入用のスパイとして訓練された少女によってコマンドーの1人のジュニア・ジュニパーが殺される。さらに現れたソ連兵によって一同は攻撃を受け、その際にトンプソンがショックで硬直するが、収監されていた精神科医のイフチェンコ博士と共に脱出する。スーザはSSRの捜査を妨害している女の正体がカーターであることに気づき、一方で実はソ連の軍事施設でスパイとして訓練されていたアンダーウッドはカーターの部屋を捜索し、彼女が撮ったSSRが押収したスタークの兵器の写真を発見する。 |               |                                                   |                            |                                                         |               |                       |
| 6 | 6             | "取り返せない過ち" "A Sin to Err"                 | スティーヴン・ウィリアムズ | リンジー・アレン                                        | 2015年2月10日 | 4.25                  |
| カーターはスタークと交際していた女性の中にリヴァイアサンの工作員が居て、彼を利用し、またクルゼミンスキーを殺害したと推理し、ジャービスと共に過去6カ月間に関係を持った女性たちを調査するが発見できない。スーザはカーターが裏切り者であるという証拠をドゥーリーにつきつけ、エージェントたちは彼女の逮捕するために動く。彼らはカーターとジャービスを追い詰めるが、カーターはそれを退ける。一方その騒動の間、実はリヴァイアサンのスパイであったイフチェンコ博士はエージェント・ヨークに催眠術をかけ、ドゥーリーのみが唯一スタークの兵器に近づけることを明かさせる。イフチェンコはさらにヨークにSSRからの脱出方法を教えさせた後、自殺させる。カーターはロジャースの血液を取りにアパートへ戻るが、逃げる際にドッティ・アンダーウッドにより倒されてしまう。アンダーウッドはカーターに止めを刺そうとするが、寸前でトンプソンとスーザが到着する。アンダーウッドは無関係を装い、カーターはエージェントたちにより逮捕される。                                                                                  |               |                                                   |                            |                                                         |               |                       |
| 7 | 7             | "催眠博士" "Snafu"                                | ヴィンセント・ミシアーノ   | クリス・ディンゲス                                      | 2015年2月17日 | 4.15                  |
| カーターがSSRの尋問に抵抗しているとジャービスが現れ、彼が書いたスタークの偽の供述書を差し出して彼女を解放させようとする。カーターはイフチェンコとアンダーウッドのモールス信号による情報交換を目撃すると、同僚たちに捜査の事実を明かして信頼を得る。イフチェンコはドゥーリーに催眠術をかけ、SSRのラボからスタークの発明品の一つを盗ませる。それはガスボンベであり、アンダーウッドとイフチェンコは映画館の中に仕掛けて扉を締める。エージェントたちによって発見されたドゥーリーはスタークの試作品のベストを着ており、ジャービスによるとそれは爆発し、止める方法は無いという。ドゥーリーは他の皆を守るために窓から飛び降り、爆死する。映画館内では発生したガスの影響で観客たちが狂い、お互いを攻撃し合い、案内係が扉を開けるときには全員死亡していた。 |               |                                                   |                            |                                                         |               |                       |
| 8 | 8             | "ミッドナイト・オイル" "Valediction"              | クリストファー・ミシアーノ | ミシェル・ファゼカス & タラ・バターズ                   | 2015年2月24日 | 4.02                  |
| SSRは映画館でガスボンベを発見し、イフチェンコがこれをニューヨーク全土に向けて使うつもりであると理解する。SSRにはスタークが現れ、このミッドナイト・オイルという名のガスは第二次大戦中にアメリカ兵のスタミナ増強のために開発したが、それは精神病を引き起こしてお互いを殺し合わせる効果になったと説明する。ミッドナイト・オイルはアメリカ軍によって盗まれ、フィノーでソ連に使われたのだった。スタークはイフチェンコことヨハン・フェンホフはその事件の罰を自分に与えたいのだと推理するとSSRは彼を餌にしてリヴァイアサンをおびき寄せようとする。しかしながらスタークはアンダーウッドにより拉致されて計画は失敗し、フェンホフによって催眠術をかけられた彼は自分の飛行機でタイムズスクエア上空からガスをまこうとする。スタークの秘密の格納庫に到着したカーターはアンダーウッドを倒してスタークを説得し、一方でスーザはフェンホフを逮捕する。アンダーウッドは逃亡する。事件解決後、カーターはロジャースの血をイースト川に捨て、投獄されたフェンホフは彼の洗脳能力を利用して何かを企むアーニム・ゾラと会う。 |               |                                                   |                            |                                                         |               |                       |

## キャストとキャラクター

### メイン
- ペギー・カーター - ヘイリー・アトウェル[1]
- エドウィン・ジャービス（英語版） - ジェームズ・ダーシー[10]
- ジャック・トンプソン - チャド・マイケル・マーレイ[11]
- ダニエル・スーザ - エンヴェア・ジョカイ[12]
- ロジャー・ドゥーリー（英語版） - シェー・ウィガム[13]

### リカーリング
- ハワード・スターク - ドミニク・クーパー[14]
- アンジー・マルティネリ - リンジー・フォンセカ[15]
- レイ・クルゼミンスキー - カイル・ボーンハイマー[16]
- ミリアン・フライ - ミーガン・フェイ[17]
- ドッティ・アンダーウッド - ブリジット・リーガン[18]
- ヨハン・フェンホフ（英語版） - ラルフ・ブラウン[19]

### ゲスト
- アントン・ヴァンコ（英語版） - コスタ・ローニン（英語版）[20]
- ティモシー・“ダム・ダム”・デューガン - ニール・マクドノー[21]
- アーニム・ゾラ（英語版） - トビー・ジョーンズ[22]

## 製作

### 企画
2013年9月までにマーベル・テレビジョンはマーベル・コミックのキャラクターであるペギー・カーターをフィーチャーしたマーベル・ワンショットの短編映画『エージェント・カーター』に触発されたテレビシリーズを企画していた。2014年5月8日、ABCはパイロット版を作らずに直接シリーズの製作を許可し、後に『エージェント・カーター』は『エージェント・オブ・シールド』の第2シーズンの2014年分の最終回から2015年分の初回の間に放送され、初回は2015年1月6日となることが発表された。5月末、ヘイリー・アトウェルはシーズンが全8話で構成されることを明かした。第1シーズンのエグゼクティブ・プロデューサーはタラ・バターズ、ミシェル・ファゼカス、クリストファー・マルクス、スティーヴン・マクフィーリー、クリス・ディンゲス、ケヴィン・ファイギ、ルイス・デスポジート、アラン・ファイン、ジョー・カザーダ、スタン・リー、ジェフ・ローブが務めた。バターズ、ファゼカス、ディンゲスは第1シーズンでショーランナーを務めた。

### 脚本執筆
映画『キャプテン・アメリカ』の脚本家であるマルクスとマクフィーリーは2014年1月までに第1話の脚本を執筆した。3月に彼らはシリーズの舞台は1946年であり、ワンショットの時系列の途中であることを明かした。7月、バターズとファゼカスはシーズンの残りの執筆が2014年8月から始まることを明かした。
2017年7月、ファゼカスは全8話構成であることが「執筆の観点から素晴らしい」と称し、「それはあなたがそれを計画し、どこに向かっているかについて理解することができる本当に素晴らしい数だ。（中略）それらは全てそれ自身の物語であり、それ自身の歯車を持っているが、8話終了後大きな物を向いている建物の一種だ」と述べた。これに加えてアトウェルは「その素晴らし脚本は、信じられないほどタイトだ。それは速く動き、速いペースだが、幸運にも22話に伸ばされなかったので何も薄められていない。すべての筋は物語とアクションを（ずっと）動かし続けるだけでなく、キャラクターの開発に不可欠だ。だからあなたは信じられないほど迅速にこれらのキャラクターを知ることになる」と述べた。また7月、カーターの夫の登場が検討されていることが明らかとなった。しかしながら第1シーズンではこれは実現せず、マクフィーリーは「このシーズンは彼女がスティーブ（・ロジャース）に別れを告げるものだった。（中略）しかし私たちは（第1シーズンの）最後までに彼女が彼に別れを告げるべきであると知っていた。第2シーズンでは彼女は彼のいない人生についての話を持つ自由がある」と述べた。

### キャスティング

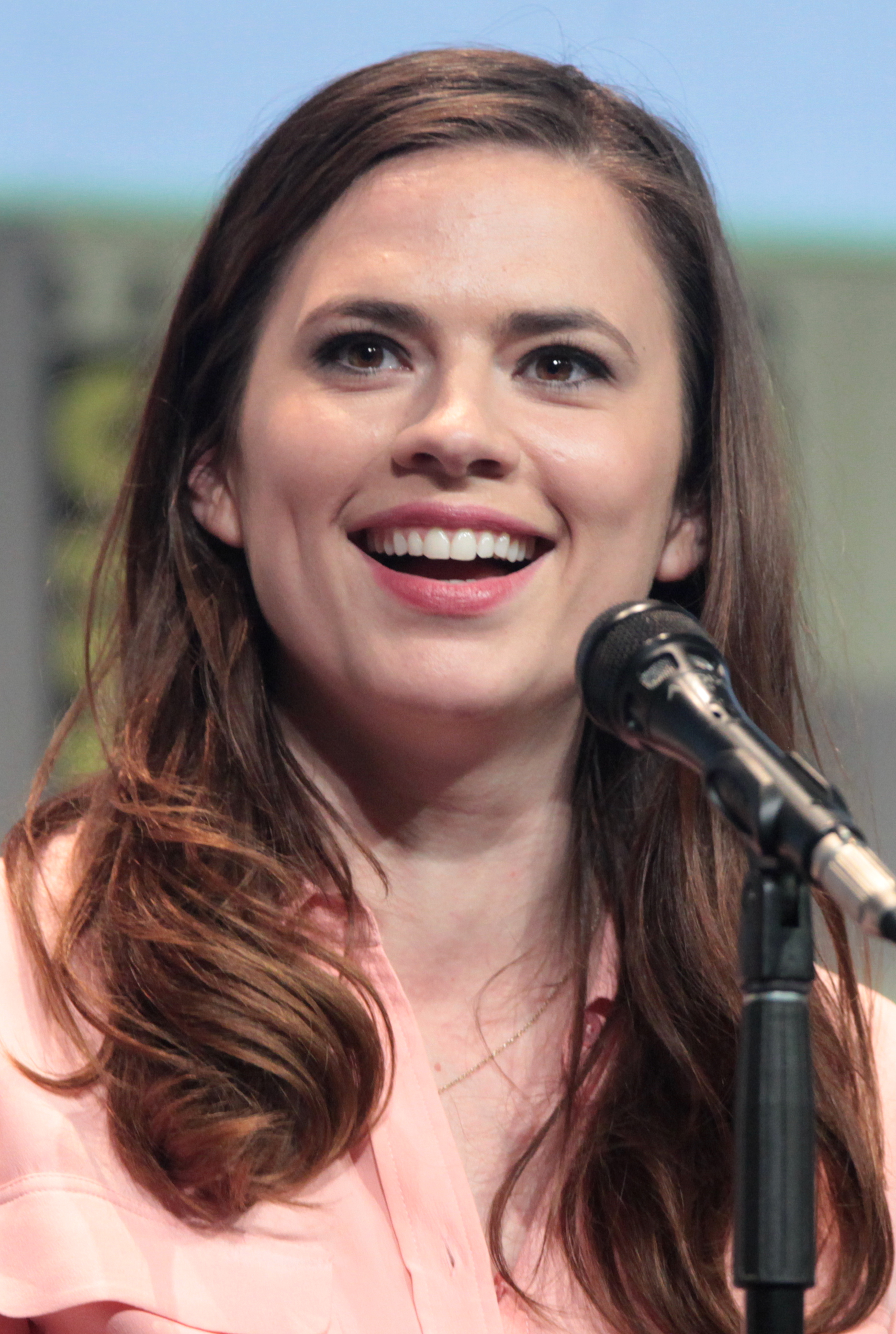
映画でペギー・カーターを演じたヘイリー・アトウェルはテレビシリーズにも続投する。

第1シーズンのメインキャストは、映画シリーズと同じくペギー・カーター役を務めるヘイリー・アトウェルの他、エドウィン・ジャービス役のジェームズ・ダーシー、ジャック・トンプソン役のチャド・マイケル・マーレイ、ダニエル・スーザ役のエンヴェア・ジョカイ、ロジャー・ドゥーリー役のシェー・ウィガムで構成される。
2014年3月、マルクスとマクフィーリーはハワード・スタークをリカーリングキャラクターにする構想があり、ドミニク・クーパーの関心次第であると述べた。2014年6月、アトウェルはクーパーがシリーズに関心を持っていることを明かした。カイル・ボーンハイマー、ラルフ・ブラウン、ミーガン・フェイ、リンジー・フォンセカ、ブリジット・リーガンもまたそれぞれレイ・クルゼミンスキー役、ヨハン・フェンホフ役、ミリアン・フライ役、アンジー・マルティネリ役、ドッティ・アンダーウッド役でリカーリング出演する。
2014年11月、コスタ・ローニンが『アイアンマン2』でエフゲニー・ラザレフが演じたアントン・ヴァンコの若年期役に抜擢されたことが発表された。クリス・エヴァンス演じるスティーブ・ロジャース（キャプテン・アメリカ）は『ザ・ファースト・アベンジャー』のアーカイブ映像で登場する。ニール・マクドノーとトビー・ジョーンズはMCU映画やワンショット、他のテレビシリーズと同じティモシー・"ダム・ダム"・デュガン役とアーニム・ゾラ役を務める。

### 撮影
撮影は2014年9月下旬、もしくは10月上旬にロサンゼルスで始まり、2015年1月20日に完了した。撮影監督のガブリエル・ベリスタインはワンショットからの続投であり、1940年代の古典映画の感触を再現し、また一方で最新技術の利便性と一貫性も考慮したため、最新のデジタル技術と旧来のアナログ技術を組合わて使った。ベリスタインはアリ・アレクサのデジタルカメラにライカレンズとシルクストッキングの拡散ネットを組み合わせて使い、後者に関して彼は「私は1980年代にイギリスのビデオやコマーシャルで最後に使った。私はそれらが非常に素晴らしかったことを思い出した。ライカレンズとの組み合わせにより外観はとても古典的で、とれても1940年代の映画的だ。それを見たとき私は「これは完全にマーベルだ」と言い、（ルイス・デスポジートは）賛成した」と振り返った。シリーズの照明に関してもベリスタインは最新と旧来の技術と合わせて使い、古典的なハリウッドの証明を再現するためにLEDフィクスチャを使った。彼はアトウェルに対する照明を「ローレン・バコールとグレース・ケリーを照らした偉大な撮影技師たちへのオマージュ」と称した。

### 視覚効果
シリーズの視覚効果スーパーバイザーにはワンショットと同じくシーナ・デュガルが起用され、インダストリアル・ライト&マジック（ILM）とベースFXが視覚効果を作り上げた。ILMによる作業はシリーズの背景の作成であり、マットペインティングも使われ、1940年代のニューヨークが描かれた。DネグTVもまた視覚効果を作り上げ、ILMは彼らとベースを調整して「シームレスなワークフロー」を維持する。第1シーズンでは1038の視覚効果ショットが存在し、作業完了のために複数のエピソードが同時にポストプロダクションを行った。

### 音楽
2014年9月、以前にワンショットの『エージェント・カーター』でも作曲を担当したクリストファー・レナーツがシリーズの音楽を手がける契約を正式に交わした。レナーツはオリジナル曲の他にアラン・メンケンによる『キャプテン・アメリカ/ザ・ファースト・アベンジャー』の楽曲「Star-Spangled Man」を再編曲した。サウンドトラックアルバムは2015年12月11日にiTunesで発売された。
以下全楽曲をクリストファー・レナーツが作曲した:
| #         | タイトル                               | 作詞  | 作曲・編曲 | 時間 |
| --------- | -------------------------------------- | ----- | ---------- | ---- |
| 1.        | 「Peggy Remembers Cap」                |       |            | 1:51 |
| 2.        | 「Back Alley Surprise」                |       |            | 0:58 |
| 3.        | 「Bad Babies」                         |       |            | 2:52 |
| 4.        | 「Typewriter Spy Messages」            |       |            | 1:26 |
| 5.        | 「Green Man Fight」                    |       |            | 2:02 |
| 6.        | 「Blindes and Money」                  |       |            | 1:29 |
| 7.        | 「Roxxon Plant Implosion」             |       |            | 5:14 |
| 8.        | 「Morning After Shooting」             |       |            | 1:42 |
| 9.        | 「Dairy Van Implosion」                |       |            | 1:31 |
| 10.       | 「Dottie's Training」                  |       |            | 1:17 |
| 11.       | 「Forgot the Password」                |       |            | 1:23 |
| 12.       | 「Thompson's Navy Cross」              |       |            | 1:37 |
| 13.       | 「Instill Fear」                       |       |            | 3:09 |
| 14.       | 「Dottie Sneaks In」                   |       |            | 3:47 |
| 15.       | 「Peggy Saves Thompson」               |       |            | 6:13 |
| 16.       | 「Dottie and Doctor Plot」             |       |            | 2:52 |
| 17.       | 「Inside the Minds of Soldiers」       |       |            | 2:38 |
| 18.       | 「Interrogating Peggy」                |       |            | 2:08 |
| 19.       | 「Enter Dooley's Head」                |       |            | 1:09 |
| 20.       | 「Leviathan is Coming」                |       |            | 0:57 |
| 21.       | 「I'm Invisible to You」               |       |            | 1:55 |
| 22.       | 「Doctor and Dottie Escape with Item」 |       |            | 1:40 |
| 23.       | 「Vest of Destruction」                |       |            | 4:18 |
| 24.       | 「Check the Rooftops」                 |       |            | 1:44 |
| 25.       | 「Bring Him Home」                     |       |            | 1:23 |
| 26.       | 「Badass Girl Fight」                  |       |            | 2:12 |
| 27.       | 「We Have to Let Him Go」              |       |            | 2:10 |
| 28.       | 「Peggy Gets Her Respect」             |       |            | 2:26 |
| 29.       | 「Honored to Assist You」              |       |            | 1:28 |
| 合計時間: | 合計時間:                              | 65:31 |            |      |

### マーベル・シネマティック・ユニバースとの関係
2015年1月、マーカスはシリーズがMCUの巨大な構想の中に置かれていることについて「あなたは本当に小さなヒントの一部とつながりを落とす必要があるだけだ。あなたは『ハワード・スタークがトニーと同じパンツをはいている』と気にする必要はない。すべては、そのすべてがつながったという知識によってちょうど強化される」と述べた。第1シーズンではドッティ・アンダーウッドの回想という形で後にスカーレット・ヨハンソンがMCU作品で演じるナターシャ・ロマノフが育ったレッドルームとブラック・ウィドウ・プログラムのオリジンが描かれたが、「ブラック・ウィドウ」という単語はシリーズ中では使われず、ナターシャとドッティの関係性も触れられなかった。また、セバスチャン・スタンがMCU作品で演じるウィンター・ソルジャーのオリジンにも触れられており、マインドコントロールの技術を持つファウスタスに近づくゾラが描かれている。その後、2019年公開の『アベンジャーズ/エンドゲーム』でジェームズ・ダーシー演じるジャービスが登場した。ハワードはドミニク・クーパーではなくジョン・スラッテリーが演じた。

## 公開

### 放送
『エージェント・カーター』は2015年1月6日にアメリカ合衆国のABCとカナダのCTVにより第1話と第2話が2時間続けて放送された。ニュージーランドでは2015年2月11日にTV2で放送が始まった。2014年10月、イギリスで『エージェント・オブ・シールド』を放送したチャンネル4は「現時点で『エージェント・カーター』の（放送）計画は無いと発表した。2015年6月、フォックスUKがイギリスでの放映権を獲得し、2015年7月12日よりシリーズの放送が始まった。

### マーケティング
シリーズ放送に先駆けてアトウェルは『エージェント・オブ・シールド』の第2シーズンにカーター役で数話出演した。第1話の映像は2014年10月10日にニューヨーク・コミコンで上映され、さらに2014年11月にABCの1時間の特別番組『Marvel 75 Years: From Pulp to Pop!』内で再公開された。最初のティーザー予告は2014年10月28日の『エージェント・オブ・シールド』のあいだに初公開され、「Sometimes the best man for the job ... is a woman.」というキャッチフレーズが伴った。予告編そのものは好意的に受けられたが、このキャッチフレーズは「酷い」「とんでもない」と非難を浴び、HitFixのアラン・セピンウォールは「私は番組のテーマのひとつは当時の性差別と戦うペギーであると考えているが、この広告は2014年に存在し、1945年ではない。新しいキャッチフレーズを見つけてください」と述べた。

### ホームメディア
第1シーズンのBlu-ray及びDVDは2015年9月18日に発売された。

## 評価

### 視聴率
| 話数 | タイトル                   | 放送日        | レイティング/シェア (18-49) | 視聴者数 (百万人) | DVR (18-49) | DVR視聴者数 (百万人) | 合計 (18-49) | 合計視聴者数 (百万人) |
| ---- | -------------------------- | ------------- | --------------------------- | ----------------- | ----------- | -------------------- | ------------ | --------------------- |
| 1    | キャプテン・アメリカの恋人 | 2015年1月6日  | 1.9/6                       | 6.91              | 1.1         | 3.25                 | 3.0          | 10.16                 |
| 2    | ミルク・トラックを追え     | 2015年1月6日  | 1.9/6                       | 6.91              | 1.1         | 3.25                 | 3.0          | 10.16                 |
| 3    | 執事の過去                 | 2015年1月13日 | 1.5/4                       | 5.10              | 0.8         | 2.56                 | 2.3          | 7.66                  |
| 4    | ハワードの帰還             | 2015年1月27日 | 1.3/4                       | 4.63              | 1.0         | 2.54                 | 2.3          | 7.16                  |
| 5    | ベラルーシ行き             | 2015年2月3日  | 1.3/4                       | 4.20              | n/a         | n/a                  | n/a          | n/a                   |
| 6    | 取り返せない過ち           | 2015年2月10日 | 1.4/4                       | 4.25              | 0.9         | n/a                  | 2.3          | n/a                   |
| 7    | 催眠博士                   | 2015年2月17日 | 1.4/4                       | 4.15              | 0.8         | 2.09                 | 2.2          | 6.24                  |
| 8    | ミッドナイト・オイル       | 2015年2月24日 | 1.3/4                       | 4.02              | 0.9         | n/a                  | 2.2          | n/a                   |

### 批評家の反応
レビュー・アグリゲーターサイトのRotten Tomatoesでは42件のレビューに基づいて支持率は95%、平均点は7.9/10となり、「最初に人として、第二にアクションヒーローとしてのペギー・カーターに注目することで『エージェント・カーター』は、興奮の爆発と人を食った楽しさの暗流のあるスタイリッシュなドラマを勝ち取った」とまとめた。Metacriticでは27件のレビューに基づいて加重平均値は73/100となり、「概ね好評」と認定された。
2部構成の初回を再視聴した『バラエティ』のブライアン・ロウリーはアトウェルに主演テレビシリーズを与えたことをマーベルの「かなりスマートな賭け」と評し、そのエピソードを「かなり楽しい」と述べた。彼はこれが時代設定によるものであると指摘し、またクリストファー・レナーツの音楽を高評価した。

### 受賞とノミネート
『エージェント・カーター』は『バラエティ』のモーリーン・ライアンによる2015年の新番組トップ20のひとつに選ばれ、またデジタル・スパイの2015年のテレビ番組リストでは10位を獲得した。『A.V.クラブ』はアトウェルの演技を2015年の「最高の個別演技」のひとつに挙げた。
| 年   | 賞                                              | 部門                                                                     | 対象                           | 結果       | 参照   |
| ---- | ----------------------------------------------- | ------------------------------------------------------------------------ | ------------------------------ | ---------- | ------ |
| 2015 | サターン賞                                      | スーパーヒーロー・アダプテーションテレビシリーズ賞}                      | 『エージェント・カーター』     | ノミネート | [ 85 ] |
| 2015 | サターン賞                                      | テレビシリーズ女優賞                                                     | ヘイリー・アトウェル           | ノミネート | [ 85 ] |
| 2015 | サターン賞                                      | テレビシリーズゲスト俳優賞                                               | ドミニク・クーパー             | ノミネート | [ 85 ] |
| 2016 | 視覚効果協会賞                                  | 補助視覚効果賞 (フォトリアルエピソード)                                  | 「キャプテン・アメリカの恋人」 | ノミネート | [ 86 ] |
| 2016 | メイクアップアーティスト&ヘアスタイリスト組合賞 | ピリオド・キャラクターヘアスタイリング賞 (テレビ&ニューメディアシリーズ) | 『エージェント・カーター』     | ノミネート | [ 87 ] |